# Lusignan (Viena)
Lusignan és un municipi francès situat al departament de la Viena i la regió de la Nova Aquitània. El 2021 tenia 2.589 habitants.
Des del segle xi fins al segle xvi era la seu de la senyoria dels Lusignan.